# Nube lenticular
Una nube lenticular  es una nube de forma lenticular (de lente), como lo indica su nombre, o de platillo, o de lente convergente. Estas nubes son estacionarias, y se forman a grandes altitudes en zonas montañosas y aisladas de otras nubes. Suelen pertenecer a las formas cirrocúmulo, altocúmulo y estratocúmulo.
Entre los montañistas estas nubes son consideradas como presagio de tormenta.
Los pilotos de planeadores continuamente buscan este tipo de nubes porque el sistema atmosférico que las forma involucra grandes movimientos verticales de aire, y el lugar preciso donde se encuentra el aire ascendente es muy fácil de predecir observando la orientación de la nube. El récord mundial de vuelo a vela de distancia: 3000 km, y de altitud: 19900 m, se obtuvieron con este tipo de nubes. 
Los pilotos de aerolíneas las evitan debido a la turbulencia creada en los sistemas de rotor. 

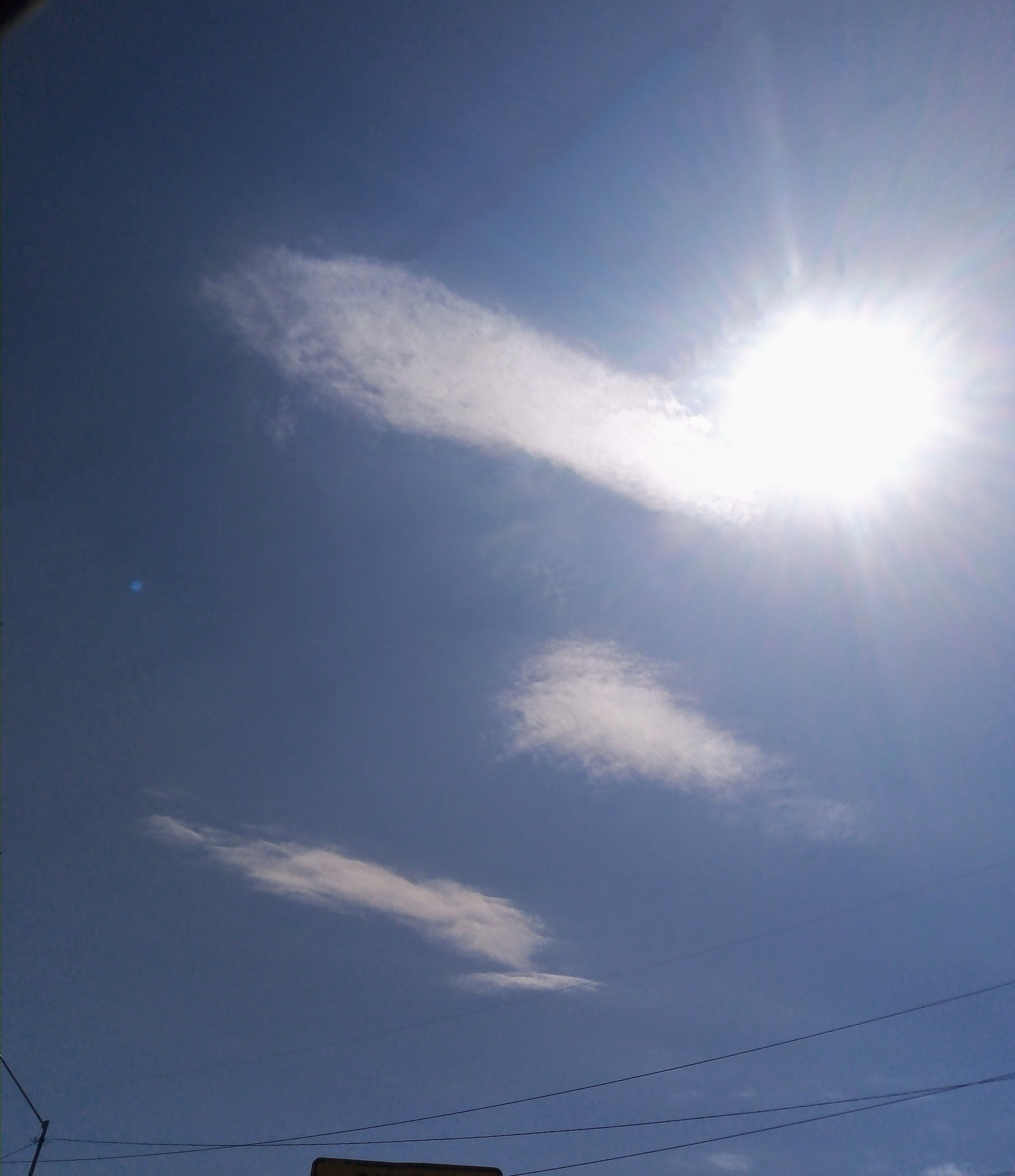
Cirrocumulus lenticularis.
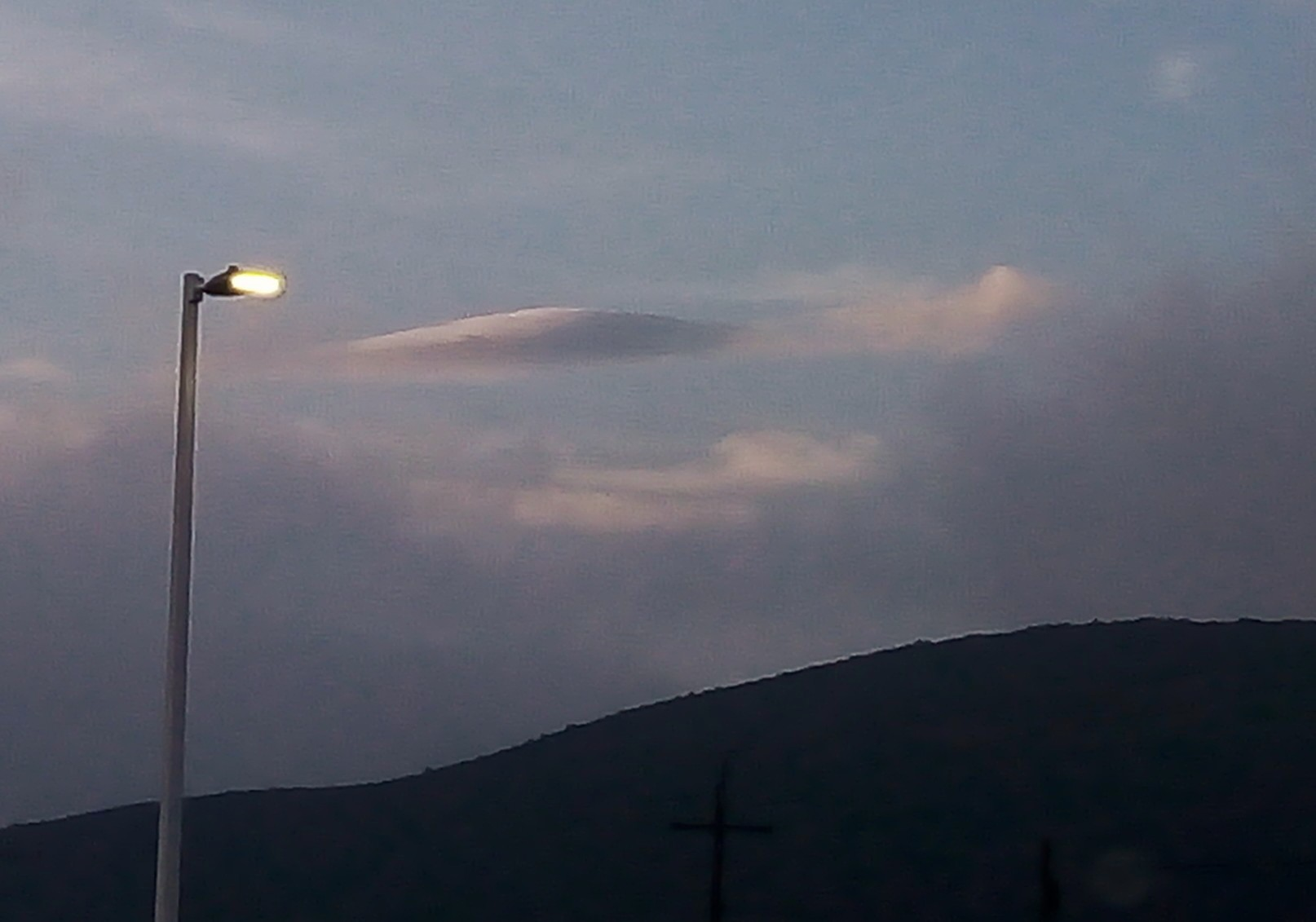
Altocumulus lenticularis.
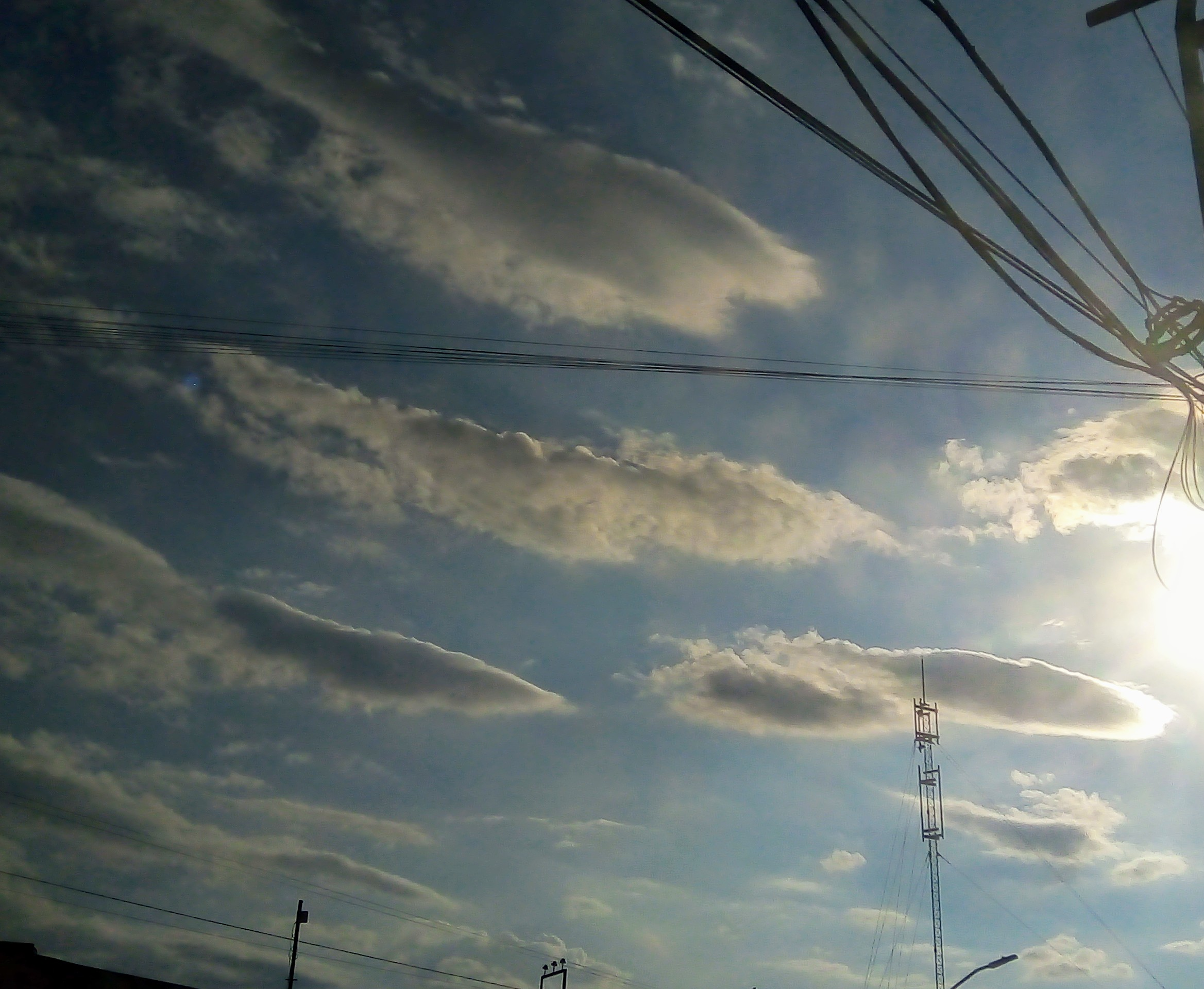
Stratocumulus lenticularis.
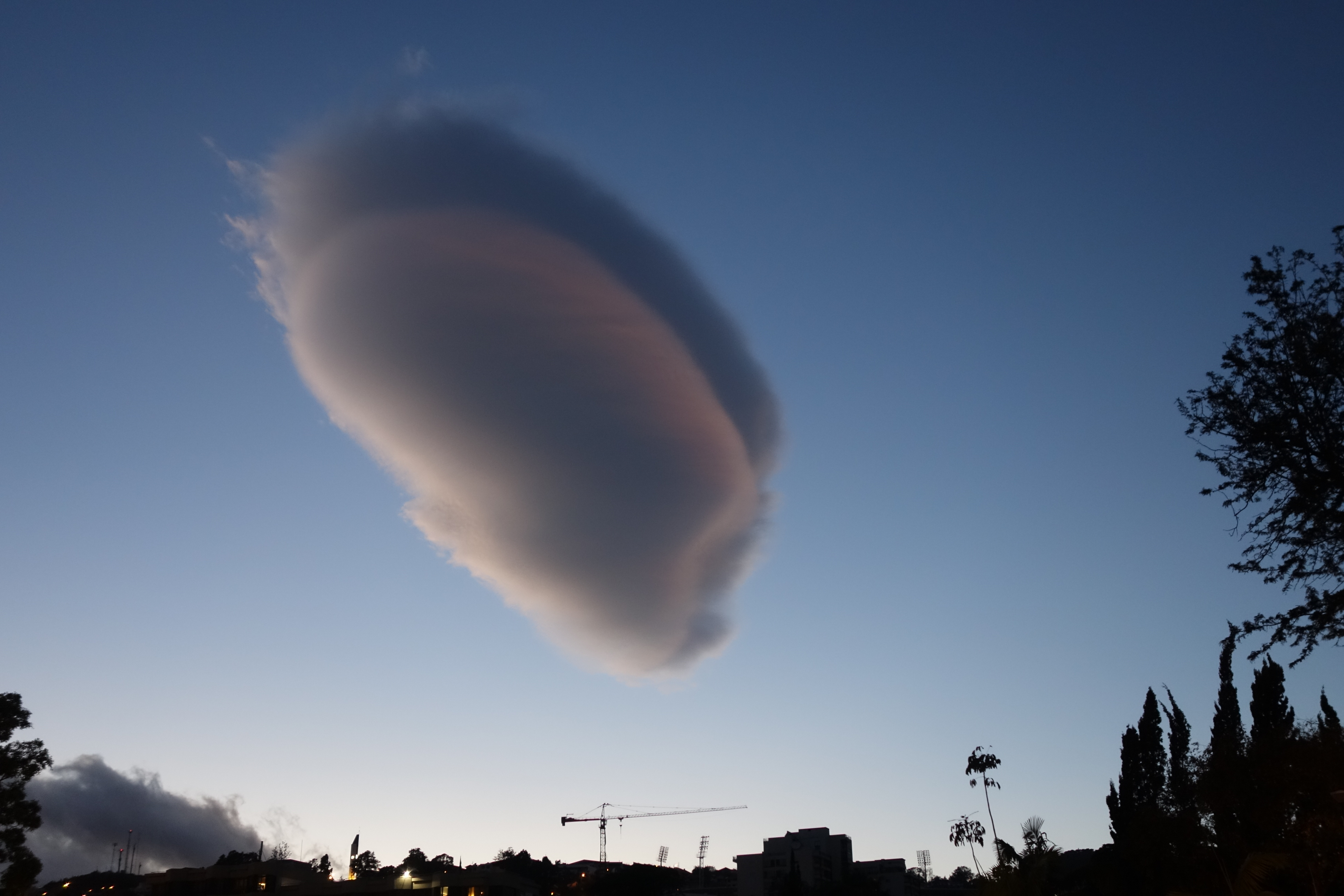
Nube lenticular en capas en Funchal, Madeira.
Nube lenticular.
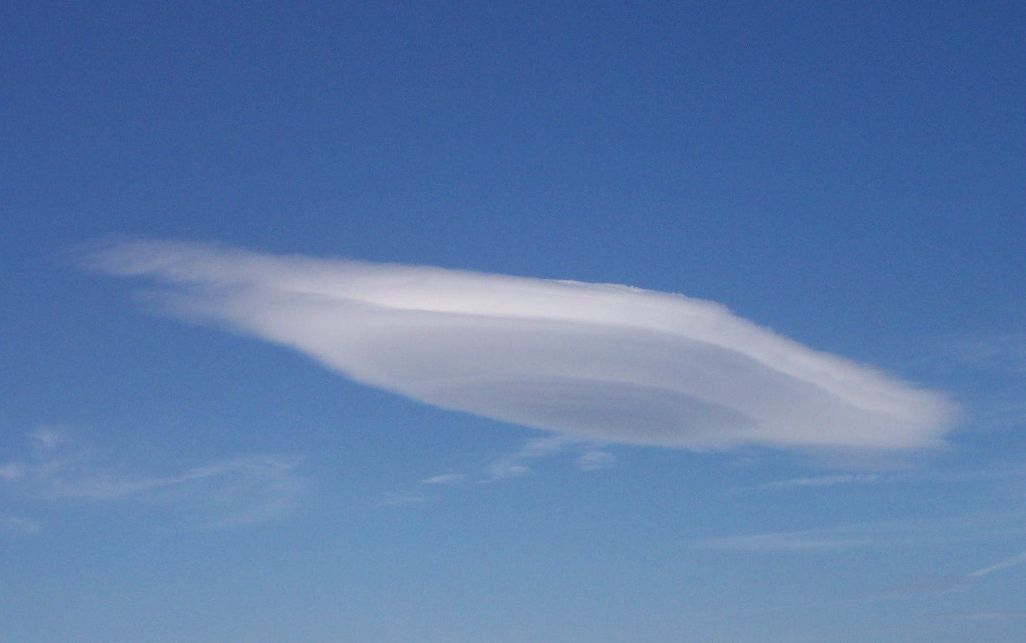
Nube lenticular.
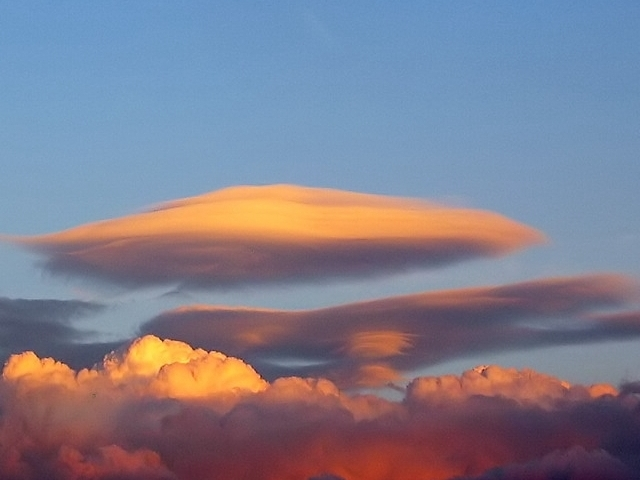
Nube lenticular multicapa iluminada por el sol de la tarde.
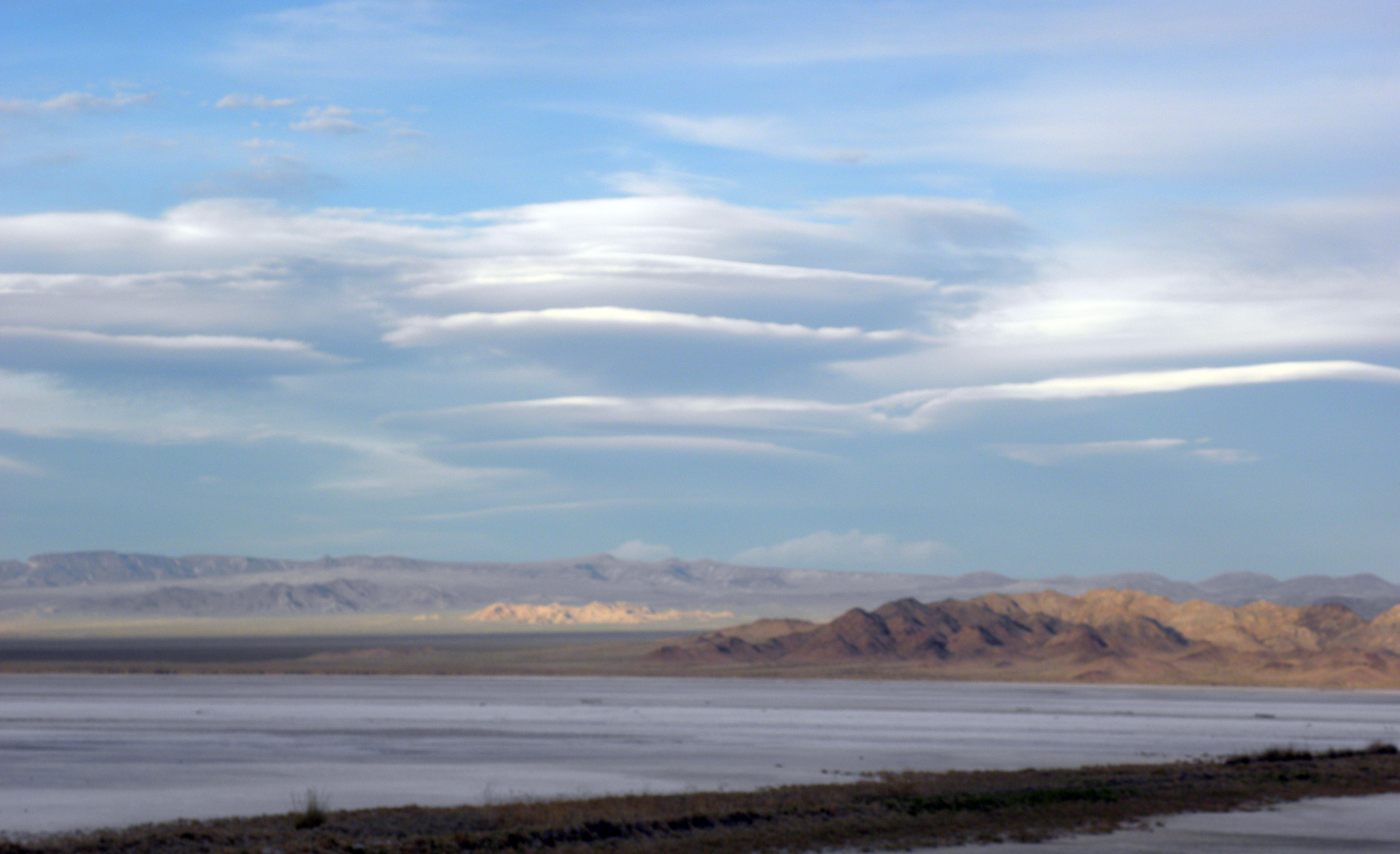
Lenticularis de Foehn sobre la cabaña Essen-Rostocker en el Hohe Tauern.
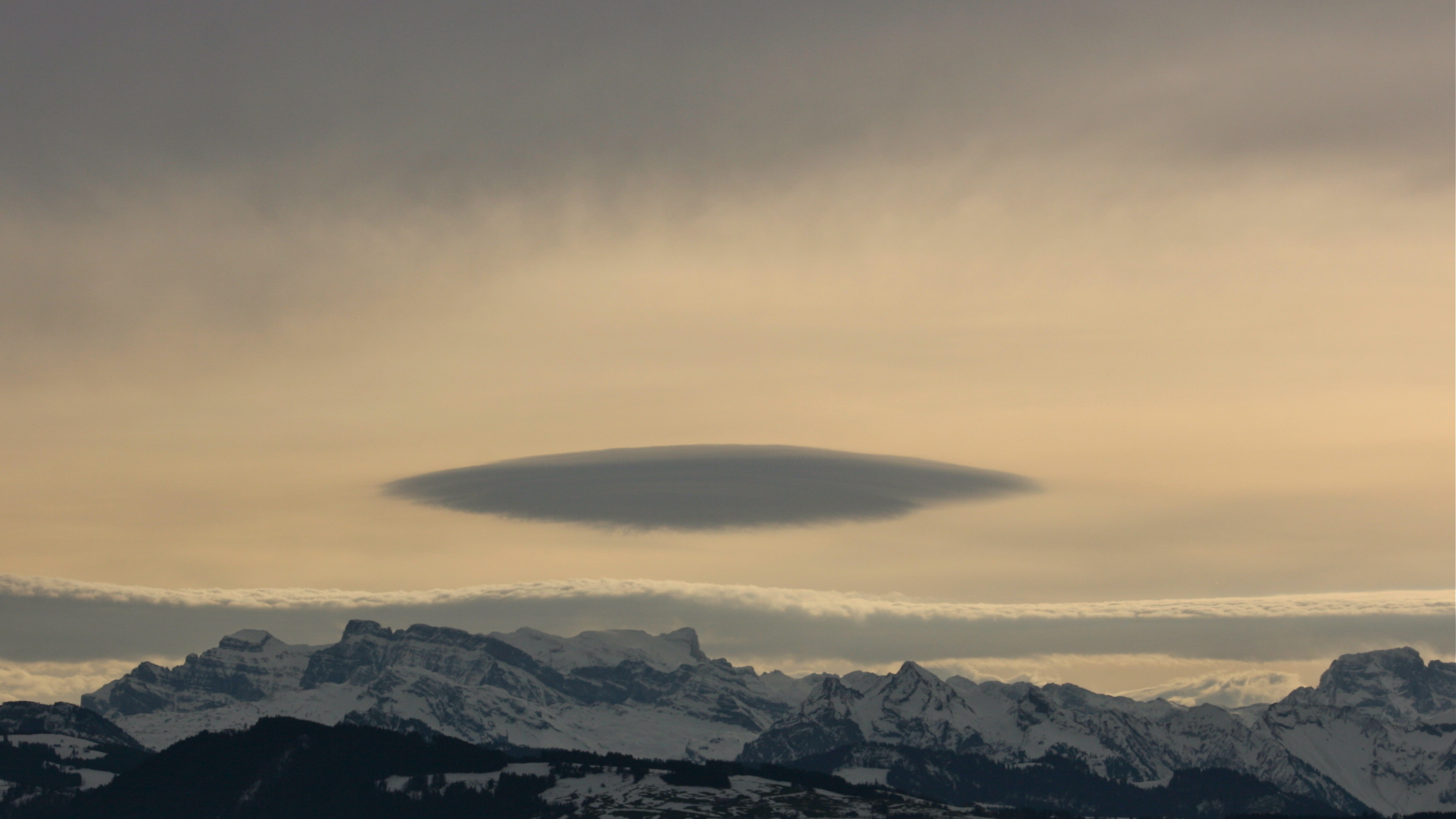
Nube lenticular fija de foehn sobre el macizo de Glärnisch (Alpes suizos).
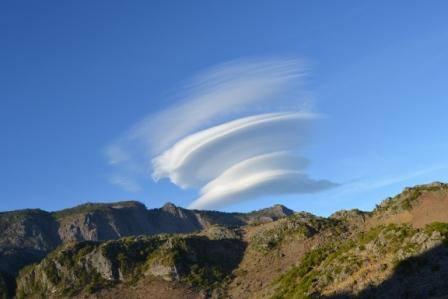
Nubes lenticulares multicapa sobre Baguia, Timor Oriental.
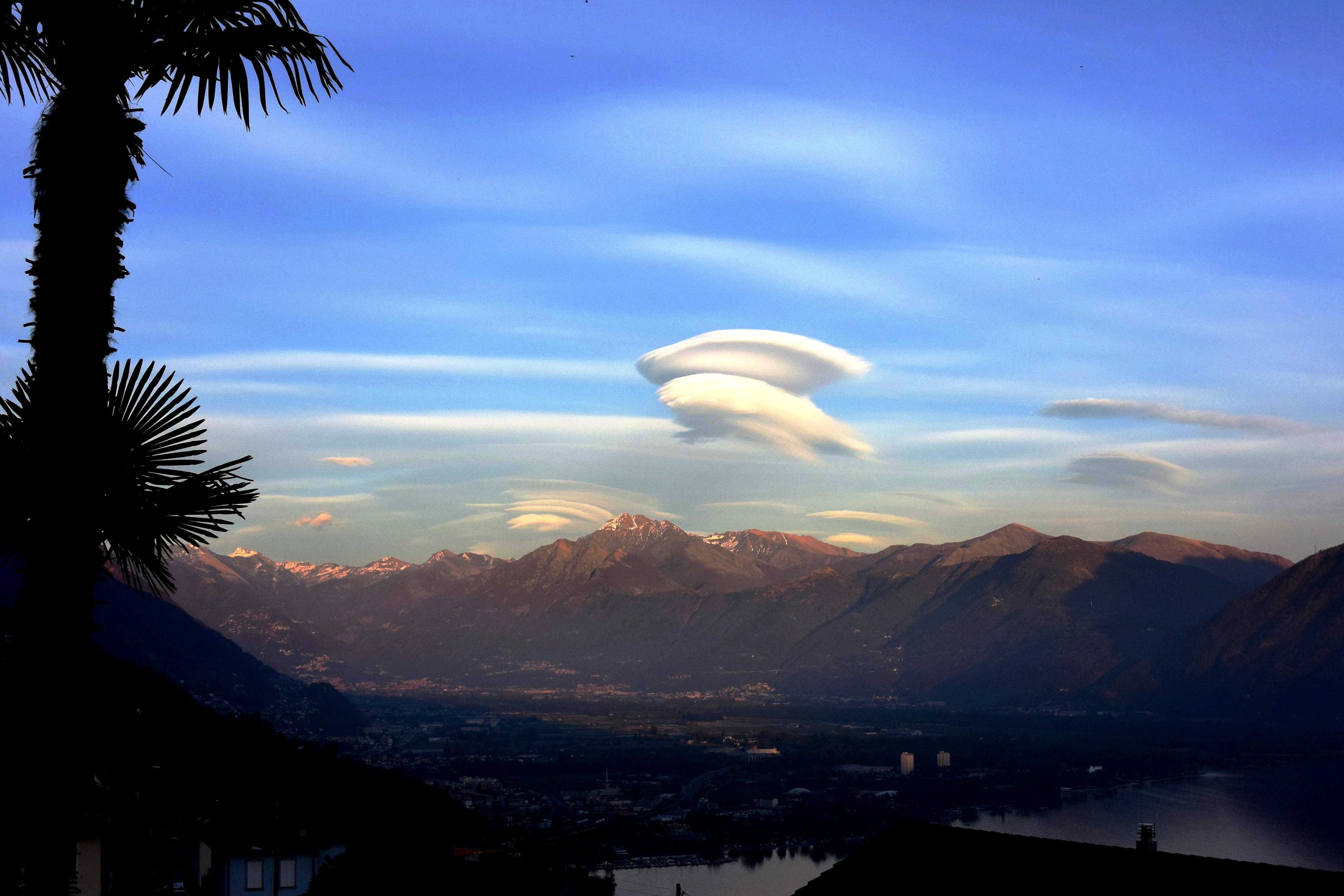
Lenticularis sobre Monte Ceneri, Blick von Brione s/M, 9. April 2017, 19:35.
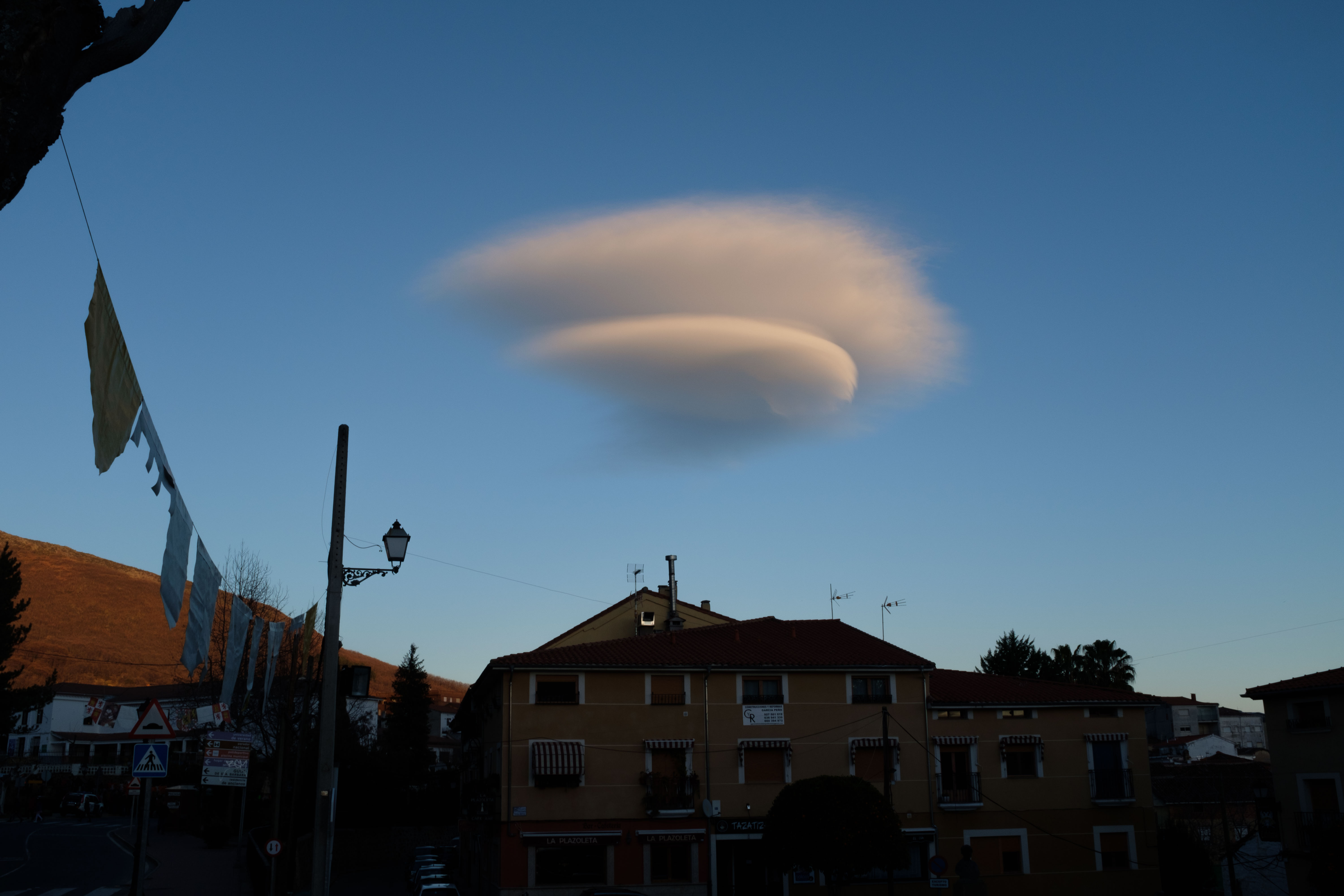
Nube lenticular en Jarandilla de la Vera, Cáceres.
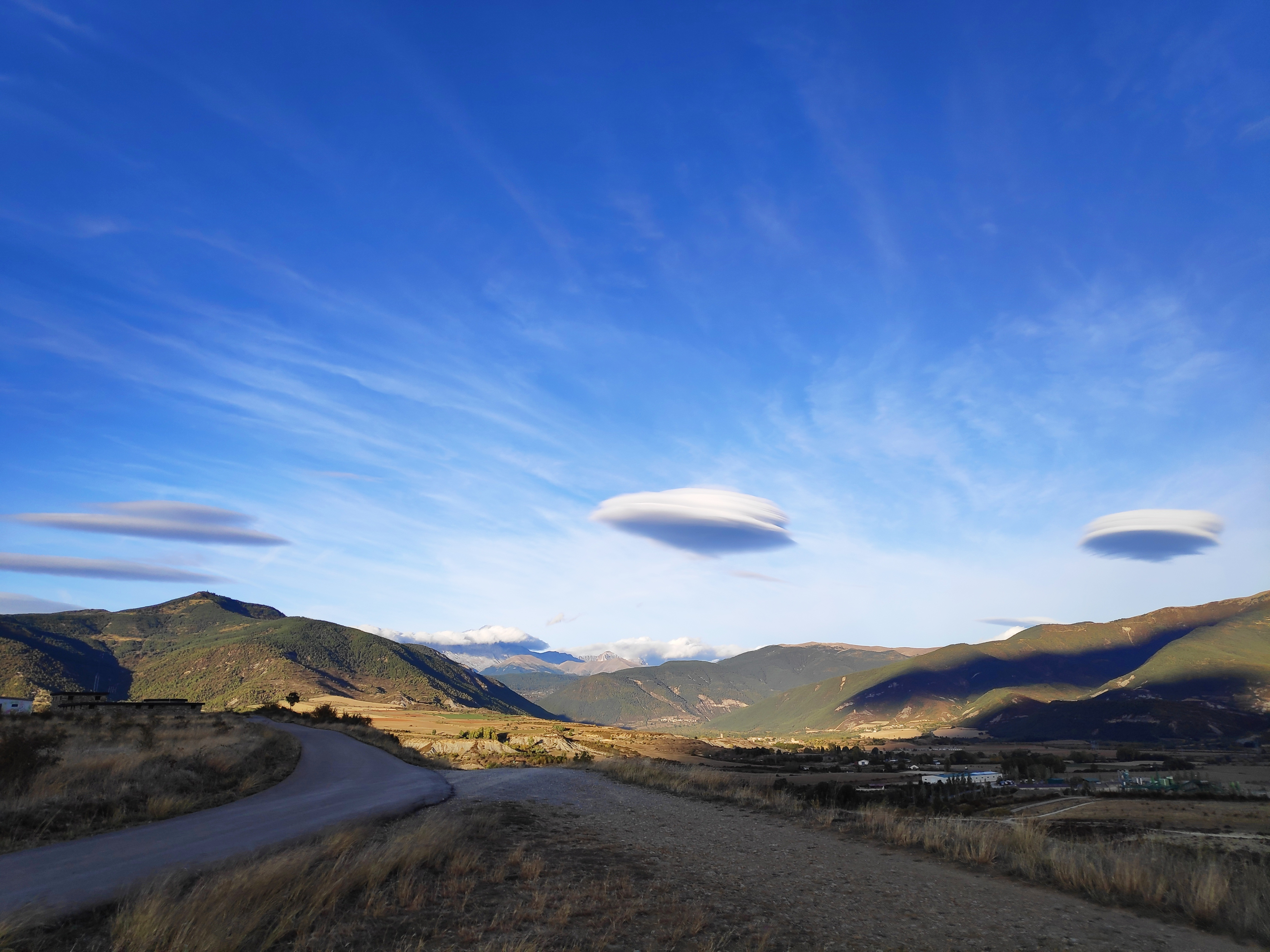
Nube lenticular sobre el cielo de Sabiñánigo, Huesca (España).
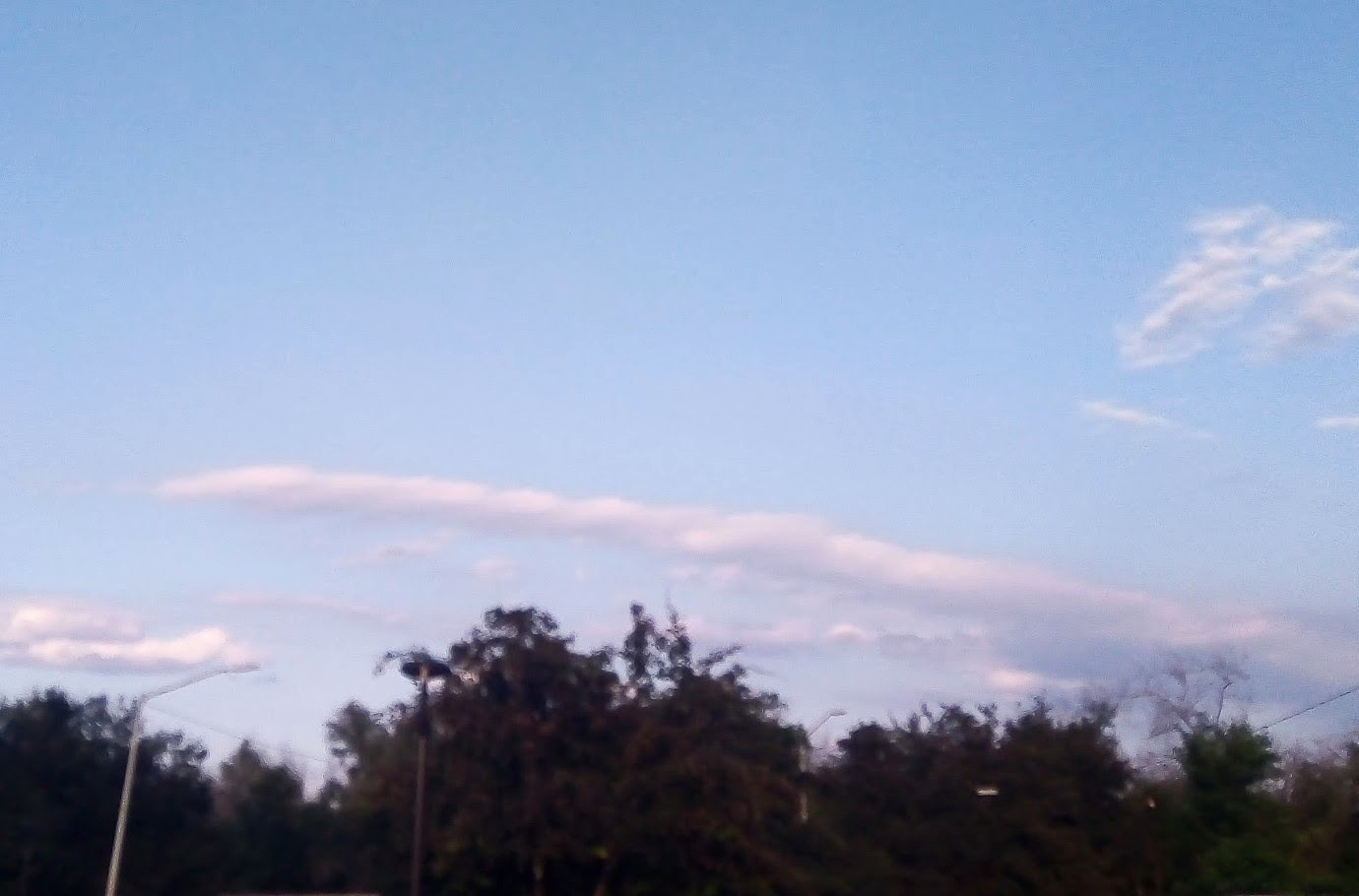
Nube lenticular larga.